# Parmotrema lambinonii
Parmotrema lambinonii är en lavart som beskrevs av Sérus. Parmotrema lambinonii ingår i släktet Parmotrema och familjen Parmeliaceae.   Inga underarter finns listade i Catalogue of Life.